# Michelle A. Schmidt

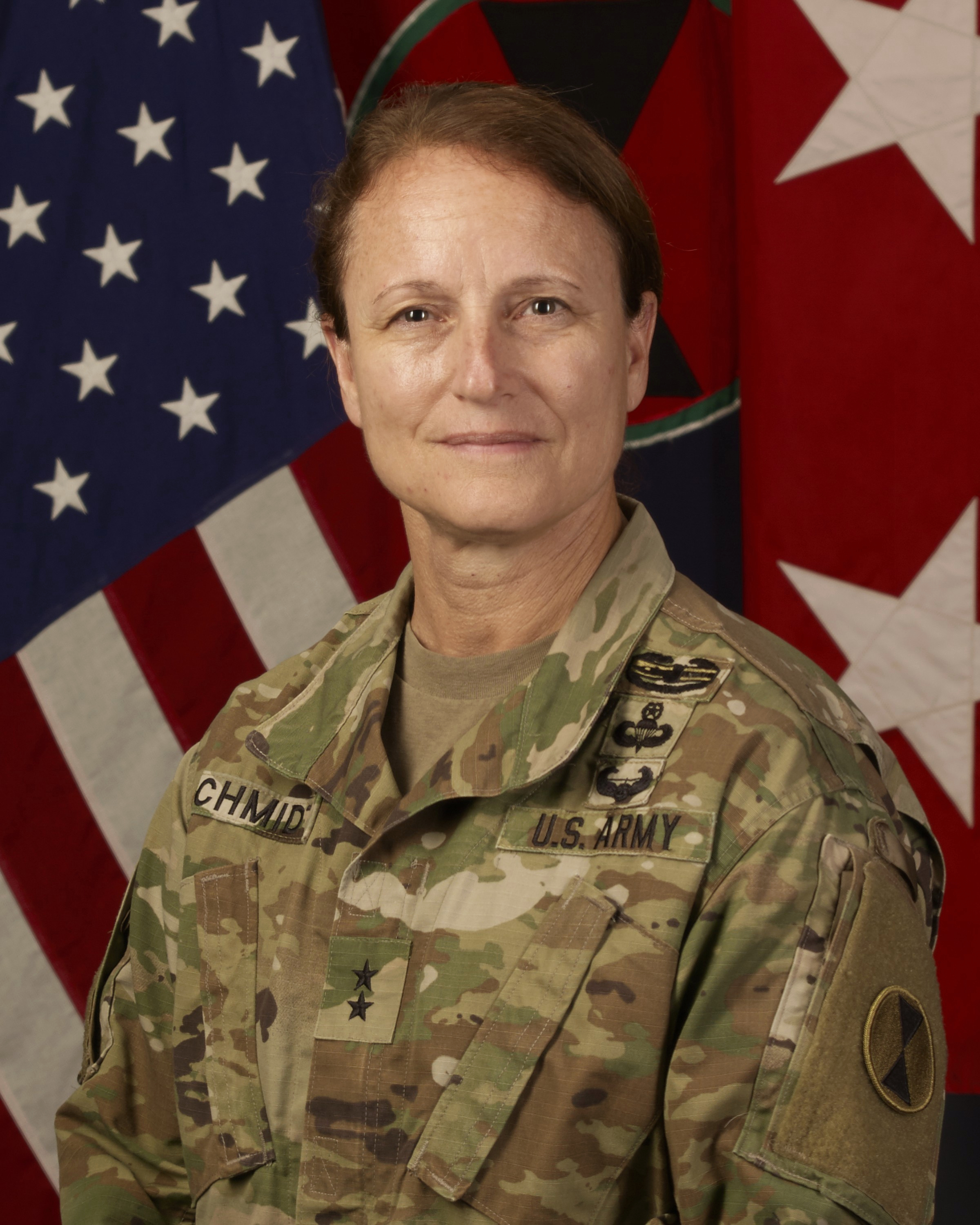
Michelle A. Schmidt (2023)

Michelle A. Schmidt (* um 1970) ist eine Generalmajorin der United States Army. Zur Zeit (Mai 2024) kommandiert sie die 7. Infanteriedivision.
In den Jahren 1988 bis 1992 durchlief sie die United States Military Academy in West Point. Nach ihrer Graduation wurde sie als Leutnant den Einheiten des Nachrichtendiensts (Military Intelligence Officer) zugeordnet. In der Armee durchlief sie anschließend alle Offiziersränge vom Leutnant bis zum Zwei-Sterne-General.
Im Lauf ihrer militärischen Karriere absolvierte Michelle Schmidt verschiedene Kurse und Schulungen. Dazu gehörten unter anderem das Command and General Staff College und das United States Army War College.
In ihren jüngeren Jahren absolvierte sie den für Offiziere in den niederen Rangstufen üblichen Dienst in unterschiedlichen Einheiten und Standorten. Dazu gehörten auch Aufgaben als Stabsoffizier in verschiedenen Hauptquartieren. Sie war zunächst Zugführerin in einer Kompanie der 2. Infanteriedivision in Südkorea.
Im weiteren Verlauf ihrer Karriere war sie unter anderem auf Haiti im Rahmen der Operation Uphold Democracy eingesetzt. Mehrfach war sie in Kuwait, im Irak und in Afghanistan stationiert. Sie war Kompanieführerin in der 82. Luftlandedivision und Stabsoffizier bei verschiedenen Einheiten, wo sie zumeist in den G2-Abteilungen für Nachrichtendienste tätig war.  Zwischenzeitlich bekleidete sie das Amt des Stabschefs der 82. Luftlandedivision. Zudem gehörte sie dem Stab des Vice Chief of Staff of the Army an. Beim United States Special Operations Command war sie in dessen Stabsabteilung J2 tätig.
Am 2. Juni 2018 erreichte Michelle Schmidt mit ihrer Beförderung zum Brigadegeneral die Generalsränge. Zwischen Juni 2019 und Juli 2020 war sie in Fort Drum bei der 10. Gebirgsdivision Leiterin der Stabsabteilung G4 für Logistik und Nachschub. Daran schloss sich eine weitere Versetzung nach Afghanistan an. Dort war sie zwischen Juli 2020 und Juli 2021 Mitglied der Stabsabteilung J2 bei der Resolute Support Mission der NATO im Rahmen der Operation Freedom’s Sentinel.
Nach dem Ende ihrer Mission in Afghanistan wurde Schmidt nach Washington, D.C. zur Defense Intelligence Agency (DIA) versetzt. Dort leitete sie ab Juli 2021, inzwischen im Rang einer Generalmajorin, bis zum Juni 2022 die Unterabteilung für Operationen (Director for Operations). Ebenfalls dort gehörte sie zwischen Juli 2022 und Juli 2023 der Stabsabteilung G8 (Resource Management) des Heeresministeriums an, wo sie die Unterabteilung für die Entwicklung der Streitkräfte leitete (Director, Force Development, Office of the Deputy Chief of Staff, G-8, United States Army, Washington, DC).
Es folgte eine Versetzung zum Fort Lewis im Bundesstaat Washington. Dort war sie in den Monaten August und September 2023 stellvertretende Kommandeurin des I. Korps. Danach erhielt sie das Kommando über die ebenfalls in Fort Lewis ansässige 7. Infanteriedivision. Diese Position hat sie bis heute (Mai 2024) inne.

## Orden und Auszeichnungen
Michelle Schmidt erhielt im Lauf ihrer militärischen Laufbahn unter anderem folgende Auszeichnungen:
- Defense Superior Service Medal
- Legion of Merit
- Bronze Star Medal

Hinzu kommen Abzeichen (Badges) verschiedener Einheiten und Hauptquartiere. 